# Surquillo
Surquillo és un districte de la província de Lima, Perú. Hi fan frontera els districtes de San Isidro i San Borja al nord; Miraflores al sud i cap a l'oest; i Santiago de Surco a l'est.
A causa de la seva situació central, Surquillo és un districte comercialment molt actiu. Encara que Surquillo està envoltat completament per districtes de classe alta, és principalment un districte de classe mitjana-baixa. L'àrea de la ciutat vella de Surquillo és perillosa i els turistes no hi van sols, hi ha abundants lladres i bandes violentes. No obstant això, algunes parts de la zona residencial de Surquillo tenen un índex més baix de delinqüència i un més alt nivell de vida, com Barrio medico o el Conjunto Dammert Muelle.
Surquillo sembla en el mapa com la combinació d'un trapezoide i d'un triangle, amb l'avinguda Tomás Marsano com el seu separador. L'àrea trapezoïdal és el districte de ciutat vella, constituït per blocs uniformement espaiats, mentre que el triangle invertit és el districte nou, fet de zones principalment residencials amb carrers que es torcen i espaiat desigual entre blocs. El 1983 Surquillo perdia més que la meitat del seu territori, al néixer el districte de San Borja a la part del nord del districte.
Es poden trobar a Surquillo petites ruïnes pre-inques, així com un baluard de defensa anomenat Trinchera Nº 3  i localitzat a l'avinguda Angamos que va ser utilitzat per l'Exèrcit Peruà durant la Guerra del Pacífic contra Xile. A la gastronomia de Surquillo el plat típic és l'anomenat "salchichaufa", fusió de dos plats d'arròs chaufa i salchipapa.